# Dahlgren (Wirginia)
Dahlgren – jednostka osadnicza w Stanach Zjednoczonych, w stanie Wirginia, w hrabstwie King George.